# Bar (Montenegro)
Bar (Montenegrí: Бар, pronunciat [bâr], italià: Antivari, Albanès: Tivar) és una ciutat costanera i port a Montenegro del sud. És la capital del Municipi de Bar i un centre de turisme. El 2011, la seva població era 40.037 habitants.

## Nom
El bar és una forma escurçada de Antivari, el qual és derivat de la ubicació de la ciutat a través del Mar adriàtic de Bari, Itàlia. Les variacions són en italià, Antivari / Antibari; en turc, Bar; albanès: Tivari; grec: Θηβάριον: Θηβάριον, Thivárion, Αντιβάριον, Antivárion; en llatí, Antibarium.

## Història

### Temps antics
Local troballes arqueològiques daten del Neolític. Se suposa que Bar correspon a la reconstrucció del castell romà d' Antipargal, a al VI segle. El nom Antibarium va ser citat per primera vegada al segle x.

### Edat mitjana
Als segles VI i VII, els eslaus van ocupar els Balcans. Duklja, un estat eslau o serbi, és esmentat al segle x. Jovan Vladimir (va governar vers 1000 - 1016) de Skadarska Krajina és el primer governant de Duklja la història del qual és coneguda. Stefan Vojislav (regnat 1018 - 1043), l'homònim fundador de la dinastia Vojislavljević, va derrotar els romans d'Orient en una batalla en un turó prop de Bar. Va fer de Bar la seu del seu poder. Vojislav després va ampliar l'àrea a sota el seu control. Mihailo I de Duklja (regnat 1050 - 1081), fill de Vojislav, va establir l' Arquebisbat d'Antivari. Va continuar la lluita contra els romans d'Orient per tal d'assegurar al poble la independència. Això va portar a una unió d'estats conegut com el Gran principat Serbi. Des de 1101 a 1166, el principat va ser governat per la dinastia Vukanović. No obstant això, per a gran part d'aquest temps, Bar estava sota govern romà d'Orient. E 1183, Esteve Nemanja va conquerir Bar i es va mantenir sota control serbi sota la dinastia Nemanjić.

### Períodes venecià i otomà
Des de 1443 a 1571, el territori va ser governat per Venècia. Bar (anomenat Antivari pels venecians, va formar part de l' Albània Veneta. Era una ciutat estat amb el seu propi escut, la bandera, l'estatut i la fabrica de moneda. En 1571, els Otomans van capturar Bar i van tenir la ciutat fins al 1878. L'arquebisbat va ser conservat. Un dels bisbes durant aquest període va ser Andrija Zmajević. Els Otomans van cedir Bar a Montenegro en el Tractat de Berlín.

### Època moderna

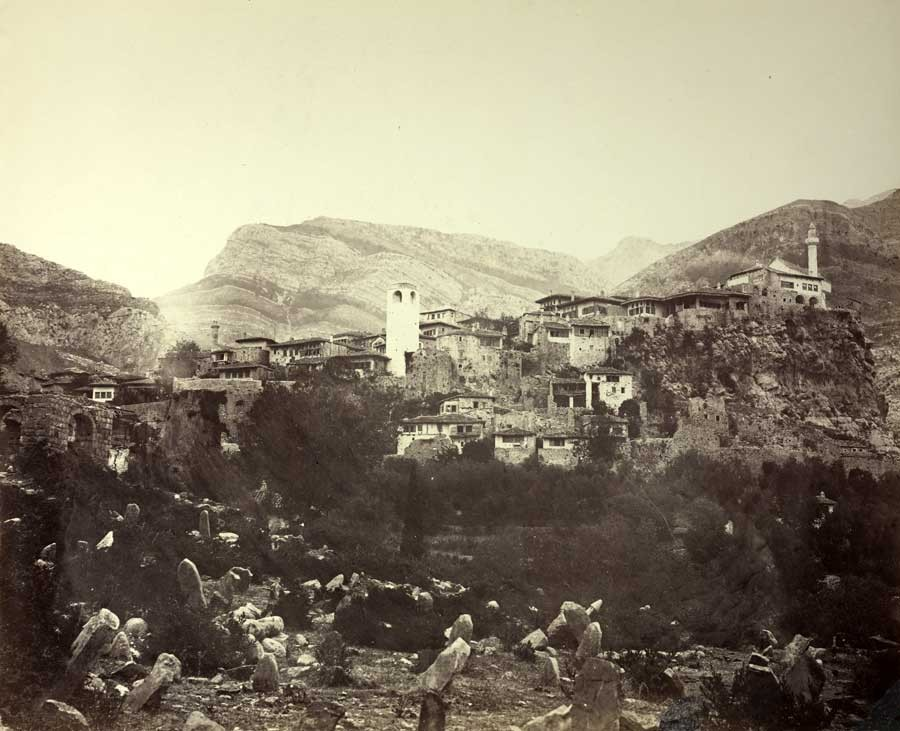
Bar (Antivari) en 1863.

Guglielmo Marconi, l'italià científic i pioner en la radiotelegrafía, va fer una connexió de ràdio entre Bar i Bari el 30 d'agost de 1904. En 1908, el primer ferrocarril en aquesta part de la regió dels Balcans es va posar en funcionament. Durant la Gran Guerra, el 16 d'agost de 1914, el creuer lleuger de l'armada austro-hongaresa SMS Zenta i un destructor acompanyant, van quedar atrapats al port de Bar per una gran flota francesa (més de dotze vaixells de guerra) i en la posterior batalla de Antivari (els austríacs van optar per combatre) la Zenta es va enfonsar amb una considerable pèrdua de vides. El destructor va poder escapar.
En la segona Guerra Mundial, el 13 de juliol de 1941, va tenir lloc una revolta contra les forces alemanyes d'ocupació a Bar. El 1945, entre 400 i 2.000 Albanesos van ser morts a Bar per partisans comunistes de Iugoslàvia. Bar va ser en gran part destruïda en la segona Guerra Mundial i reconstruïda com una ciutat moderna.

## Geografia

### Ubicació
Bar està situat a la costa occidental de la frontera amb Montenegro a la riba de la mar Adriàtica. És aproximadament a 53 quilòmetres (33 milles) de Podgorica, la capital de Montenegro. A l'est hi ha el llac més gran dels Balcans, el Llac Skadar. A l'oest, a través de la mar, està Itàlia.

### La Flora i la fauna

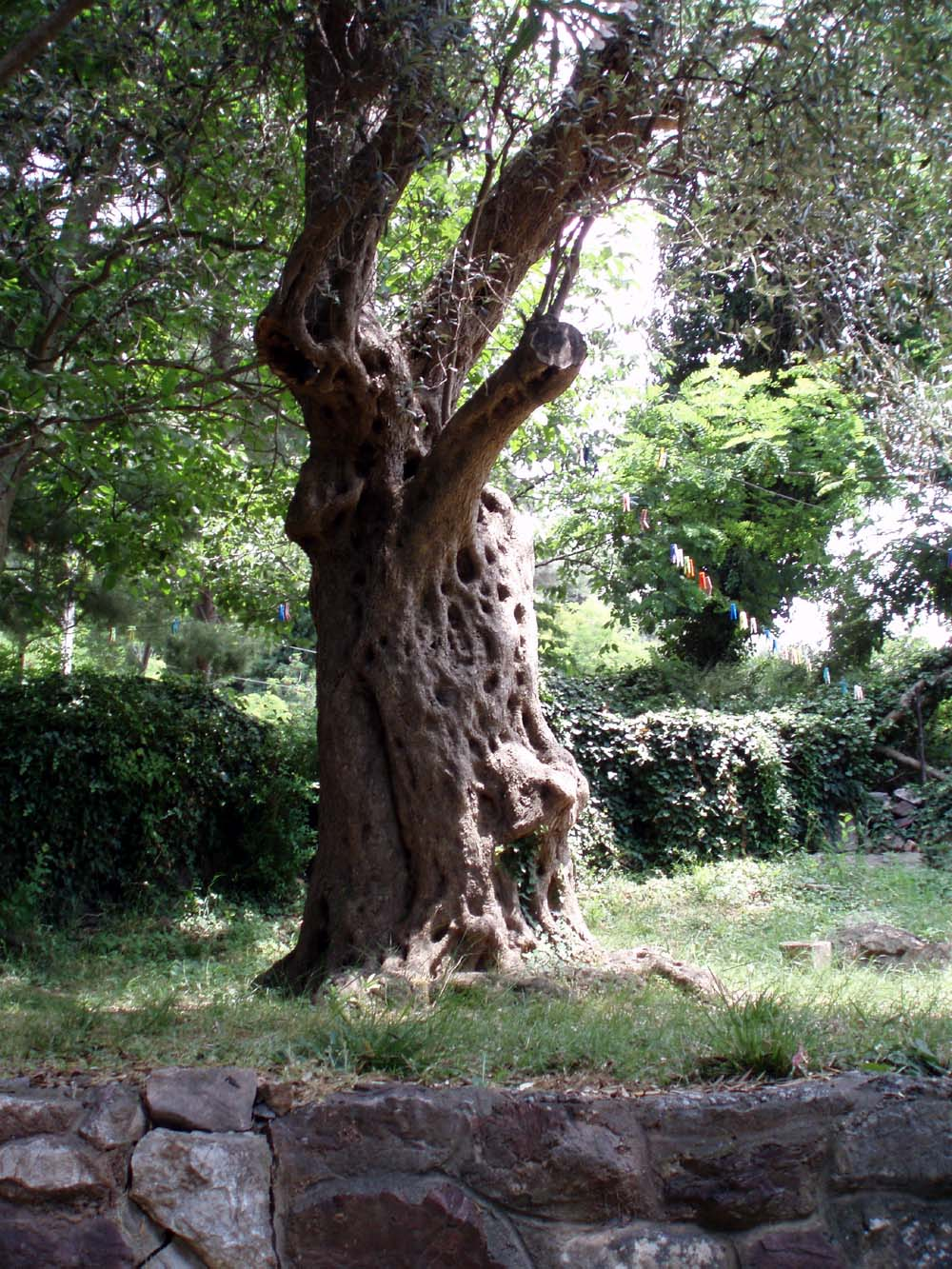
Olea europea, olivera

La part costanera de Bar té molta màquia i roure, alzina, llorer, murta, ginesta, baladre, arç blanc, espina, galzeran i espàrrecs. Al nord i a la muntanya, hi ha rouredes i fagedes.
Els cítrics, incloent mandarina, taronja i llimona, magranes, oliveres, vinyes i figues.
El Llac Skadar és ric en vida d'aus, incloent-hi el pelicà. Llocs d'animals es troben a Ostros, Rumija, Lisinj, Sutorman i Sozina i inclouen conill, toixó, guineu, llop i senglar. A Bar a la vora del mar es troben diversos tipus de petxines, cargols, equinoderms, cefalòpodes i crancs de riu.

## Govern

### Dades demogràfiques
Bar és el centre administratiu del municipi de Bar, que inclou la ciutat de Sutomore i altres petits pobles costaners. Un cens de 2011 registra 42.048 persones al municipi de Bar. A la ciutat de Bar hi havia 17.727 habitants. La població ha estat creixent des dels 6.742 habitants del 1981, els 10.971 de 1991, els 13.719 del 2003 fins al 17.727 de 2011.

### Divisions i assentaments
El municipi de Bar es divideix en 12 comunes (mjesna zajednica), que consten de 83 assentaments:
| Comuna                | Assentaments |
| --------------------- | --- |
| Bar I                 | districte central de negocis |
| Bar II                | Polje, Burtaisi, Čeluga, part de René; |
| Bar III               | part de Bjeliša, Sokolana, Stara Ambulanta, Zgrade Prvoborca; |
| Bar IV                | Popovići, part de Bjeliša, Ahmetov Brijeg, Vuletića Brijeg, part de René i Trsanj |
| Bar V                 | Sustaš, Zupci, Marovići, Tuđemili |
| Šušanj                | Zukotrlica, Novi Pristan, Zeleni Pojas, Ilino, Šušanj, Carevići, Vitići i Paladini |
| Sutomore              | Brca, Zelen, Obala Željezničke Kolonije, Mirošica jo, Turke, Pobrđe, Gorelac, Miljevci, Sozina, Zankovići, Suvi Potok, Mirošica II, Zgrade, Bjelila, Papani, Haj-Nehaj, Zagrađe, Mišići, Đurmani i Čanj                            |
| Stari Bar (Antic Bar) | Stari Bar, Baukovo, Belveder, Velembusi, Gretva, Brbot, Turčini, Menke, Mikulići, Podgrad, Bartula, Rap, Aquesta Poda i Donja Poda, Tomba, Gornje Zaljevo i Donje Zaljevo                                                          |
| Mrko(je)vići          | Pečurice, Dobra Voda, Grdovići, Pelinkovići, Dabezići, Velje Selo, Kunje, Velja Gorana i Mala Gorana |
| Krajina               | Arbneš, Veliki Ostros, Mali Ostros, Martići, Runji, Kostanjica, Bobovište, Ckla, Tejani |
| Šestan                | Livari, Gornja i Donja Briska, Gornji Murići, Donji Murići, Besa, Pinčići, Bapsulj, Šestan |
| Crmnica               | Virpazar, Orahovo, Bračeni, Mikovići, Zabes, Boljevići, Sotonići, Bukovik, Mačuge, Dupilo, Popratnica, Komarno, Trnovo, Gornji Brčeli, Donji Brčeli, Brijege, Ovtočići, Tomići, Utrg, Godinje, Seoča, Krnjice, Limljani, Gluhi Fer |

### L'etnicitat (2011)
| L'etnicitat     | Nombre | Percentatge |
| --------------- | ------ | ----------- |
| Montenegrins    | 19,553 | 46.5%       |
| Els serbis      | 10,656 | 25.34%      |
| Els musulmans   | 3,236  | 7.7%        |
| Kosovars        | 2,515  | 5.98%       |
| Bosniacs        | 2,153  | 5.12%       |
| Croats          | 254    | 0.59%       |
| Romanis         | 203    | 0.48%       |
| Altres          | 318    | De 0,76%    |
| no declarada    | 2,097  | 4.99%       |
| Total de 42,048 |        |             |

## Religió
La principal religió de Bar és el cristianisme ortodox. No obstant això, hi ha altres esglésies com la Cristiana Ortodoxa i la Catòlica així com mesquites construïdes pels Otomans. Bar és el lloc de naixement de Sant Jovan Vladimir. En 1089 es va fundar l'arixdiòcesi Catòlica Romana de Bar i va incloure gran part de Montenegro i Sèrbia.
| Religió           | Nombre | Percentatge |
| ----------------- | ------ | ----------- |
| Ortodoxa Oriental | 24,902 | 58.15%      |
| Islam             | 15,472 | 30.14%      |
| Catolicisme Romà  | 3,043  | 7.24%       |
| Agnòstic          | 34     | 0.08%       |
| Ateu              | 415    | 0.99%       |
| Altres            | 162    | Al 0,39%    |
| No declarat       | 1,129  | 2.69%       |

### Llocs de culte
- St. George
- Bar Triconch'
- Nostra Senyora de Ratac (Bogorodica Ratačka)
- Santa Tekla
- Sant Roko
- Sant Atanasije
- Sant Petka
- Sant Nikola
- Monestir de Ribnjak
- Monastir de la Mare de Déu de Ratac
- Monestir de Gornji Brčeli
- Monestir de Donji Brčeli
- Mesquita d'Omerbašića
- Església de la Santa Mare
- Sant Jovan
- Sant Mihailo
- Monestir d'Orahovo
- Santa Marija
- Sant Marko
- Mesquita de Podgradska

Les esglésies i monestirs que daten de l'època de la família Balšić família (segles 14 i 15) es troben a les illes del llac Skadar incloent Beška, Moračnik i Starčevo. Aquesta zona s'anomena la Terra Santa de Montenegro.
- Monestir Starčevo
- Monestir Moračnik
- Monestir Beška
- Monestir de La Mare de déu de Krajina
- Sant Arcàngel

## Economia

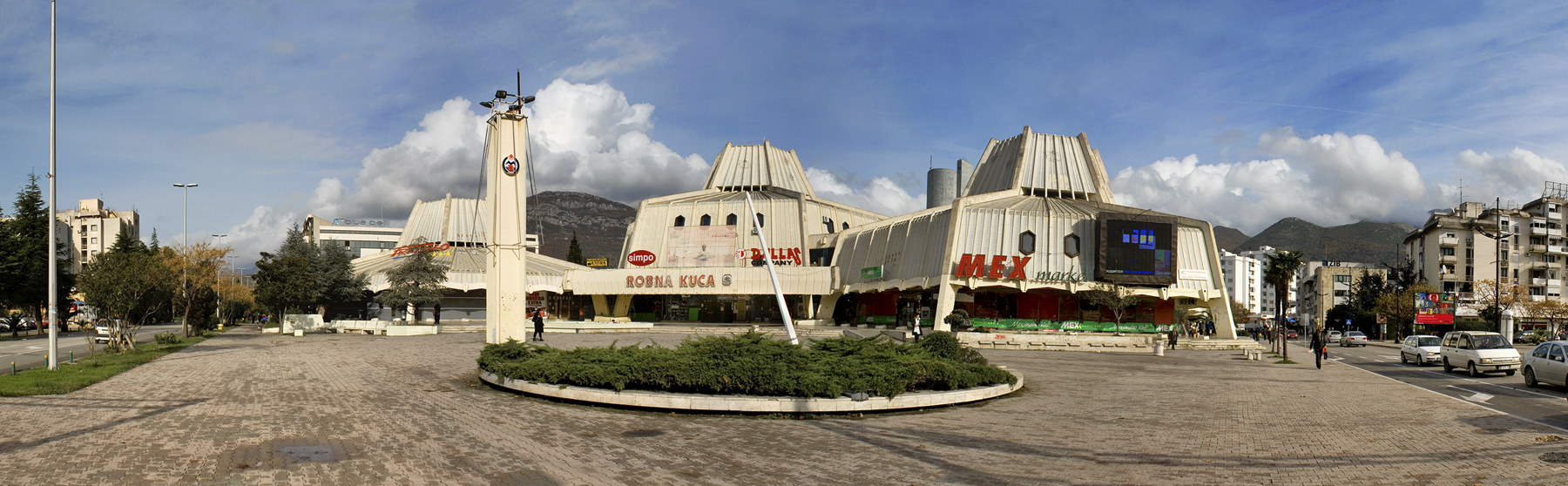
Centre comercial i Plaça Solidaritat

L'economia de Bar es basa en el Port de Bar, el ferrocarril de Belgrad - Bar i el túnel de Sozina. El Port de Bar és la més peculiar característica de la ciutat. Ocupa 3.100 metres de costa, amb una superfície de 800 ha i aquatorium de 200 ha. És capaç de recarregar 5 milions de tones de mercaderies l'any. El 1976, es va obrir el ferrocarril de Belgrad - Bar que va fer la costa de l'Adriàtic accessible per als turistes, i transport fins al Port de Bar. L'empresa d'alimentació, Primorka ha estat operant a Bar més de 50 anys. Es produeix oli d'oliva i magrana amb suc. Hi ha 95,000 arbres d'oliva, uns 80.000 arbres cítrics (llimona, taronja, mandarina i similars) en l'àmbit municipal. El centre per a les cultures subtropicals, fundat el 1937, és la més antiga institució científica a Montenegro. El turisme és també una part important de l'economia de Bar.

### Transport
Bar disposa d'una línia de ferri a Bari, Itàlia, que és operat per les Línies de Montenegro. En la temporada d'estiu els ferris també van a Ancona, Itàlia. Bar està molt ben comunicat amb l'interior de Montenegro, així com amb la resta de la costa de Montenegro. El túnel de Sozina, que es va finalitzar el 2006, escurça la carretera de connexió amb Podgorica en uns 50 km. Bar està connectat a altres municipis per l'autopista de l'Adriàtic, que s'estén des d'Ulcinj a Herceg Novi, i a Croàcia. Bar és també estació final del ferrocarril Belgrad - Bar, que connecta Bar amb Podgorica, al nord, Montenegro i Sèrbia. L'aeroport de Podgorica és a uns 40 km des de Bar. Hi ha vols regulars a Belgrad, Budapest, Zúric, Frankfurt, Ljubljana, París, Roma i Viena.

### Turisme

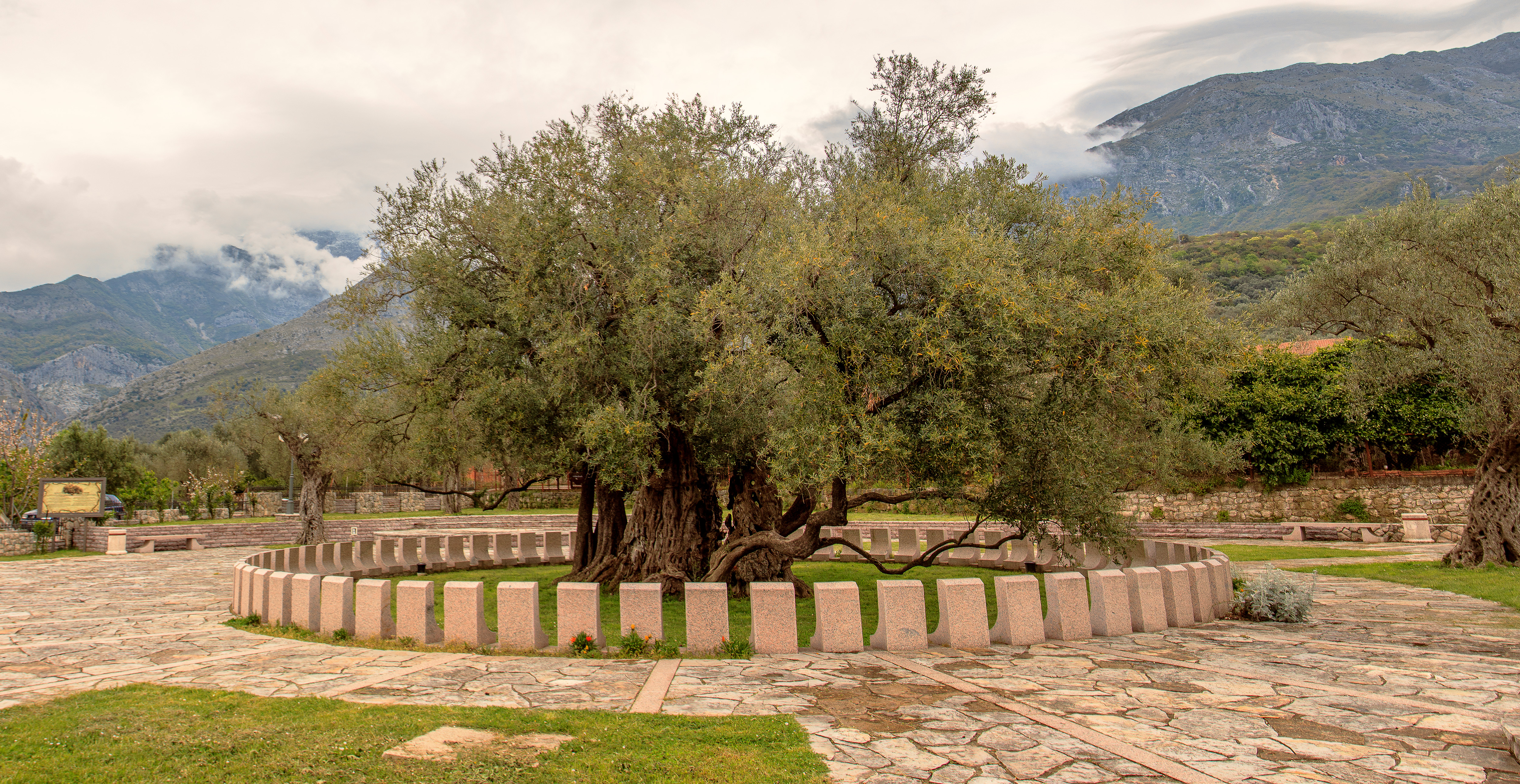
Olea europea, olivera

Encara que hi ha algunes bones platges pedregoses a Bar mateix, molts turistes trien les destinacions en altres petits pobles del municipi i especialment a Sutomore, amb la seva bella llarga platja de sorra. L'espai natural al voltant de Bar és majoritàriament verge i és ric en vegetació. El municipi de Bar s'estén per la riba sud del llac de Skadar i abasta la regió de Krajina. Tota aquesta zona és adequada per a les activitats de lleure i el senderisme. Els petits assentaments prop de Bar, com Dobra Voda, Sutomore i Čanj, són una destinació preferida per a prendre el sol, ja que incorporen llargues platges de sorra.

#### Llocs d'interès

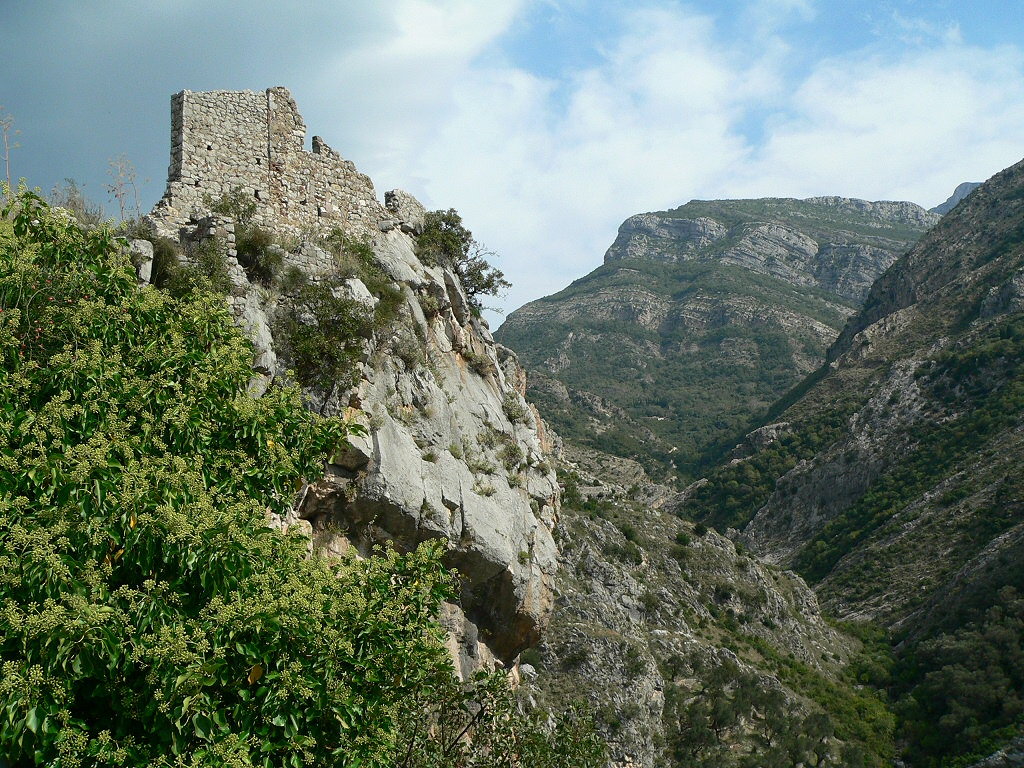
Un fragment de la muralla de Stari Bar.

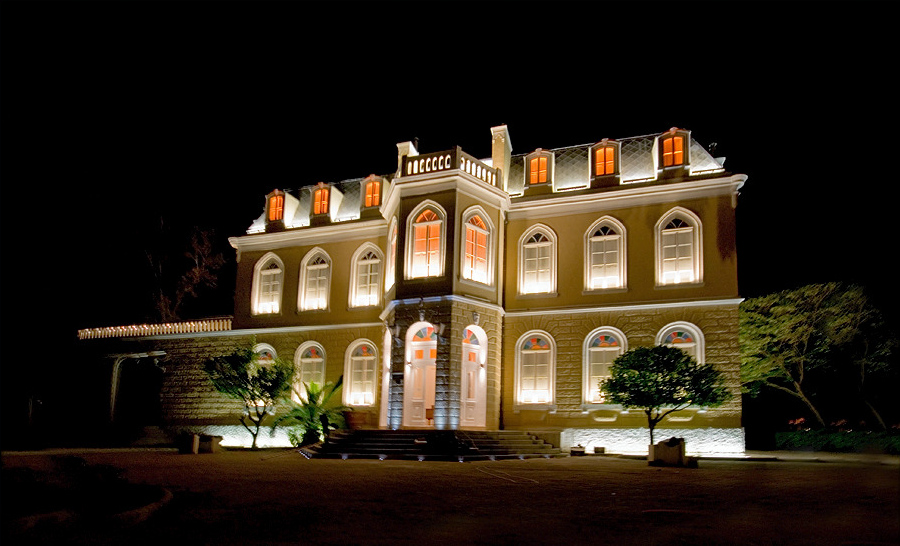
Palau del Rei Nikola.

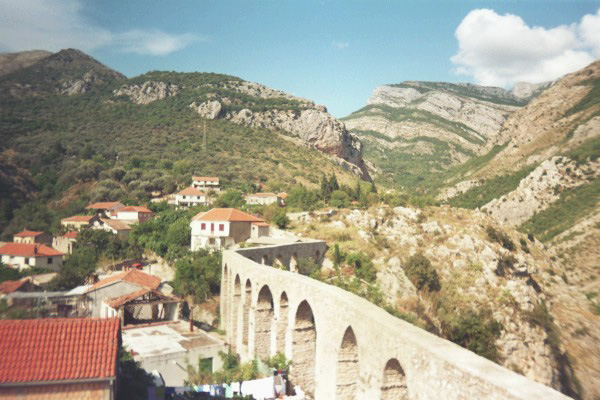
Aqüeducte de Bar

- La Vella Olivera de Mirovica es diu que és una de les més antigues oliveres a Europa i un dels arbres més antics del món. El 1957, va ser posada sota la protecció de l'estat. Nombroses llegendes i tradicions estan associats a l'arbre. Per exemple, en les famílies, que tenien un conflicte vindria ser l'arbre de la pau. Això explica el seu nom, Mirovica, mir significa pau.
- Palau del Rei Nikola va ser construït l'any 1885. Va ser un regal del Rei Nikola a la seva filla la Princesa Zorka i el seu gendre, el Príncep Petar Karađorđević. La construcció inclòu un gran palau, un petit palau, una capella, casa del guardià i un jardí d'hivern. El 1910 es va afegir una espaiosa sala de ball. Un jardí botànic de vegetació Mediterrània inclou un arbre de suro. També hi ha un gran jardí de flors en una estructura d'acer inoxidable de forma interessant. va ser un regal del Rei Emmanuel d'Itàlia al Rei Nikola. Ara és un restaurant anomenat Knjaževa bašta (El Jardí del Duc). A la part frontal del palau, hi havia un moll de fusta. Entre 1866 i 1916, el Rei Nikola fou propietari de deu iots. Un d'ells, Sibil, va ser comprat per Jules Verne, el novel·lista. L'últim iot comprat va ser el Rumija. En 1915, va ser enfonsat al port de Bar per l'armada austro-hongaresa. El complex del palau acull el museu de la ciutat de Bar. També s'utilitza com a espai per a festes, concerts, exposicions i actes literaris.
- Fortalesa de Muntar Rumija
- Nehaj Fortalesa, parcialment conservada, està situada a prop de la petita ciutat costanera de Sutomore. Ha estat posseïda per venecians i turcs otomans. Va ser establerta al segle xvi com a Fortezza dei Spizi, una vila veneciana fortificada.
- Ciutat vella de Bar
- Aqüeductede de Bar  es va construir durant el 16 i 17 de segles.

#### Platges
El municipi té més de 44 quilometres (27 milles) de costa de mar. Hi ha una vintena de platges que s'estenen més de 9 km. Al nord Čanj, que té un total de 1.100 metres de la platja de sorra fina. Un vaixell porta turistes de Čanj a la Plaça Kraljičina. Es troba per sota d'una paret natural de roques sedimentàries. Més al sud, amb 300 metres de llarg, la platja Maljevik. La platja de Sutomore, de 1.200 m de llarg, té espectacles, activitats i restaurants. A prop del monestir medieval de Ratac està la Plaça Crvena, batejada amb el nom del color de la sorra fina. La platja està envoltada per un bosc de pins i situat a uns cent metres de la carretera principal. Just al nord del districte central de negocis de Bar hi ha una platja de 1.200 metres de llarg anomenada Žukotrlica. És una platja de grava envoltada d'un bosc de pins i variada vegetació Mediterrània. La plaça Gradska està situada davant del palau del Rei Nikola; la platja té 750 m de llarg i és en part de còdols i en part de sorra. 10 km al sud del centre de Bar hi ha una platja de 380 m de llarg, la Veliki Pijesak que està envoltada de nombroses instal·lacions turístiques, restaurants i discoteques. A la frontera entre els municipis de Bar i Ulcinj, al poble de Bušat, i ha la Val Maslina amb els seus camps d'oliveres. També hi ha platges a la riba del Llac Skadar incloent-hi la de sorra del poble de Murici i la de Pjesacac.

## Cultura

### Esport

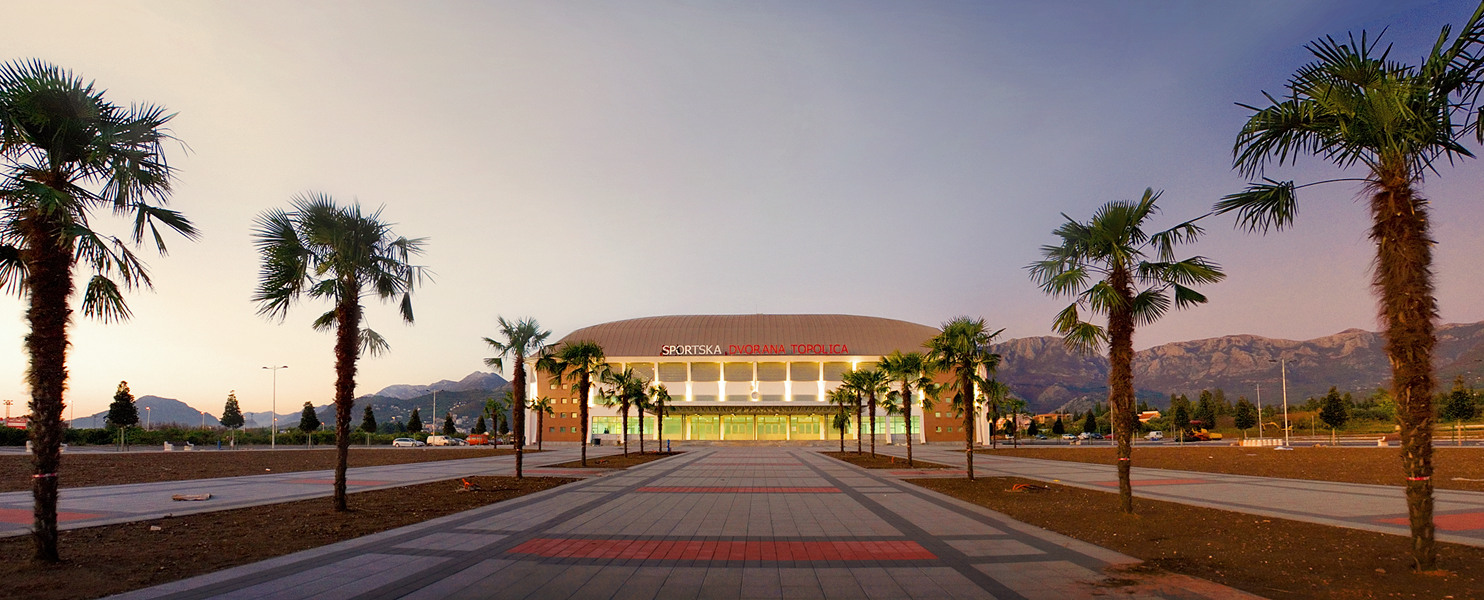
Piscina Coberta Topolica Sport Sala

Bar té més de cinquanta associacions esportives, incloent les associacions que inclouen un club d'escacs. Hi ha nombroses instal·lacions esportives als hotels i escoles. En el centre de la ciutat, la majoria de les instal·lacions es troben al "Centre de l'Esport i el Lleure". Esports aquàtics com el busseig són populars. El turisme esportiu és promogut per la proximitat a la mar i al llac. Bar va acollir el 2010 el campionat de la FIBA d'Europa sub-16 i el 2010 el campionat Europeu d'Handbol de sub-18.

### Festivals i esdeveniments
- L'estiu, amb les estrelles és un festival anual de música celebrat al juliol i a l'agost al Passeig Rei Nikola. L'organització turística de Bar patrocina concerts de música amb cantants de Montenegro i de les repúbliques de l'antiga.
- La cursa de Motos de Sutomore és una cursa anual a principis de Maig i setembre.
- La trobada International atlètica es celebra cada dia1 de Maig a Majarica.
- Els Jocs Crmnica es realitzen en cap de setmana des de mitjans de juliol a mitjans d'agost a Virpazar.
- Una Mostra Agrícola se celebra cada any a principis de setembre a Virpazar per promoure els productes de proximitat.
- La mostra de turisme de Zagradje se celebra anualment al mes de juliol i agost a Zagrade.
- El dia de l'Ecologia, Turisme i Cultura del Llac Skadar se celebra anualment en el mes de juliol, a Murići.
- El dia de la família Mrkojević es celebra l'última setmana de juliol, a Pečurice com una celebració de la cultura i les tradicions de la zona.
- La Fest de la Guitarra de Bar és una trobada anual de la guitarra (professors i músics) que se celebra al gener.
- La fira de s'Oliva té lloc a la ciutat vella de Bar.
- El Festival del  Vi i Ombrívol se celebra al mes de desembre, a Virpazar.
- La Trobada de la Vella Olivera es celebra cada novembre des de l'any 1987. Es representen obres de nens i obres per als nens. Els nens estan representats en obres literàries i d'art amb el tema de les Olives, la Pau i l'Amistat.
- La Copa del Port és un torneig internacional anual de voleibol per a dones que s'inicià l'any 1992.
- La Marató de Bar es una cursa de natació celebrada a Bar l'agost. Els concursants han de nedar 5 km entre l'Hotel Sozina, Sutomore i l'Hotel Topolica, a Bar. L'acte va començar l'any 1988.
- La Crònica de Bar és un festival anual d'estiu multimèdia amb obres de teatre, exposicions d'art, certàmens literaris, concerts i la Fira del Llibre de la Mediterrània. Es va començar l'any 1988.
- El Festival de Televisió Internacional  es celebra cada novembre des de l'any 1995 .

## Relacions internacionals

### Ciutats agermanades
Bar és ciutat agermanada amb:
- Bor, Sèrbia
- Shkodër, Albània
- Ulcinj, Montenegro
- Bari, Itàlia